# Zimostrázek alpský
Zimostrázek alpský (Polygala chamaebuxus) je nízký, vždyzelený polokeř rostoucí jak ve volné přírodě, tak občas i v okrasných zahradách. Tento druh se v české přírodě vyskytuje jen řídce a je považován za ohrožený. V minulosti byl řazen do samostatného rodu Chamaebuxus a i po přesunutí do rodu vítod mu zůstalo původní české rodové jméno "zimostrázek".

## Rozšíření
Evropská rostlina vyšších poloh, nejčastěji se vyskytuje v horách střední a jižní Evropy, od Francie na západě až po Rumunsko na východě. Nejvíce roste v Alpách, Apeninách a Dinaridech.
V České republice se jeho stanoviště nacházejí pouze v západní polovině Čech, na východ od Vltavy ho lze ve volné přírodě spatřit je ojediněle. Roste od nížin až do hor, nejvíce v teplých, světlých doubravách a borech, často také na osluněných kamenitých svazích, na vřesovištích nebo kamenitých mezích, potřebuje dobře odvodněnou půdu.

## Popis
Vytrvalý, drobný, nejvýše 20 cm vysoký, bohatě větvený polokeřík s dřevnatými, na zemi položenými větvemi které se rozvětvují v lodyhy obloukovitě vystoupavé. Střídavě na nich vyrůstají stálezelené, kožovité, téměř přisedlé, až 3 cm dlouhé listy s úzce eliptickými, celokrajnými, na okraji podvinutými a na horní straně lesklými čepelemi.

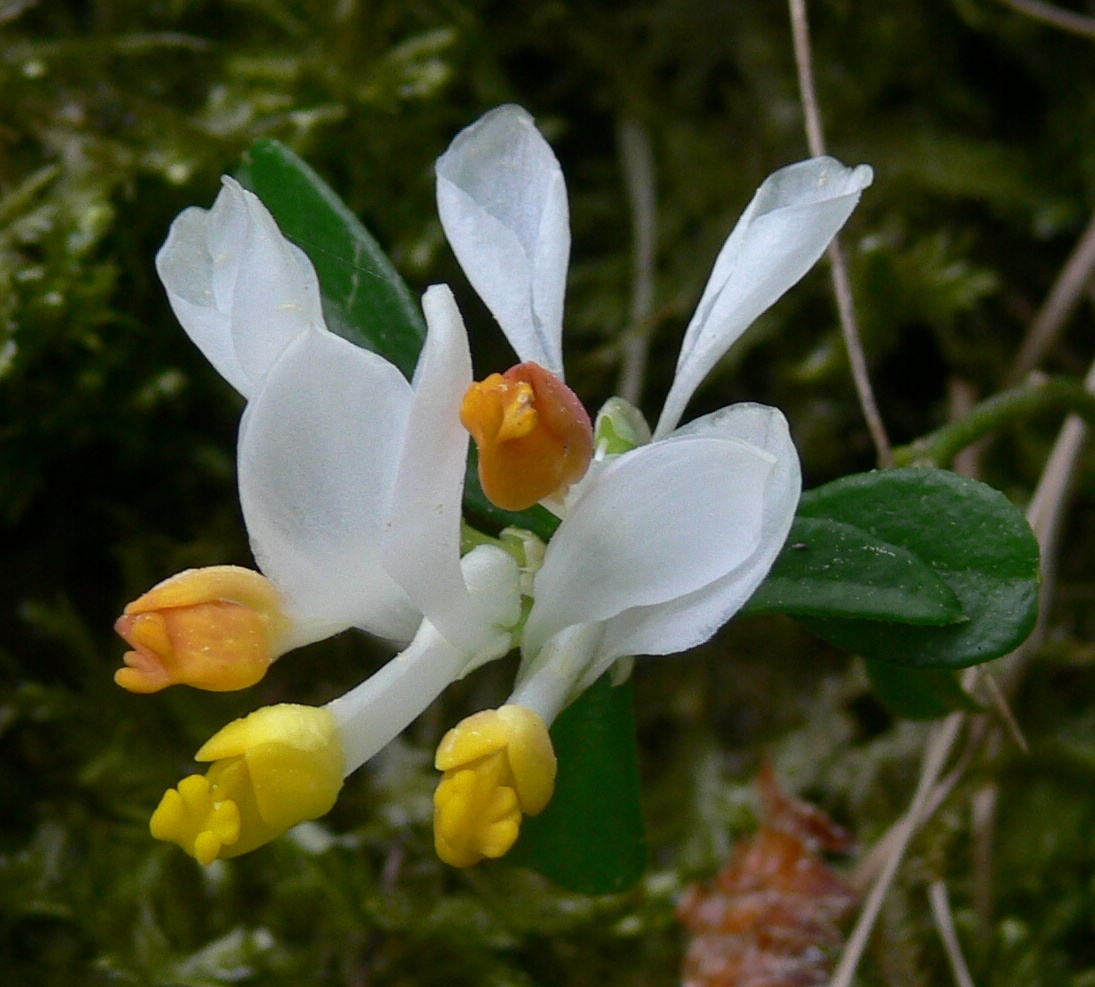
Květenství

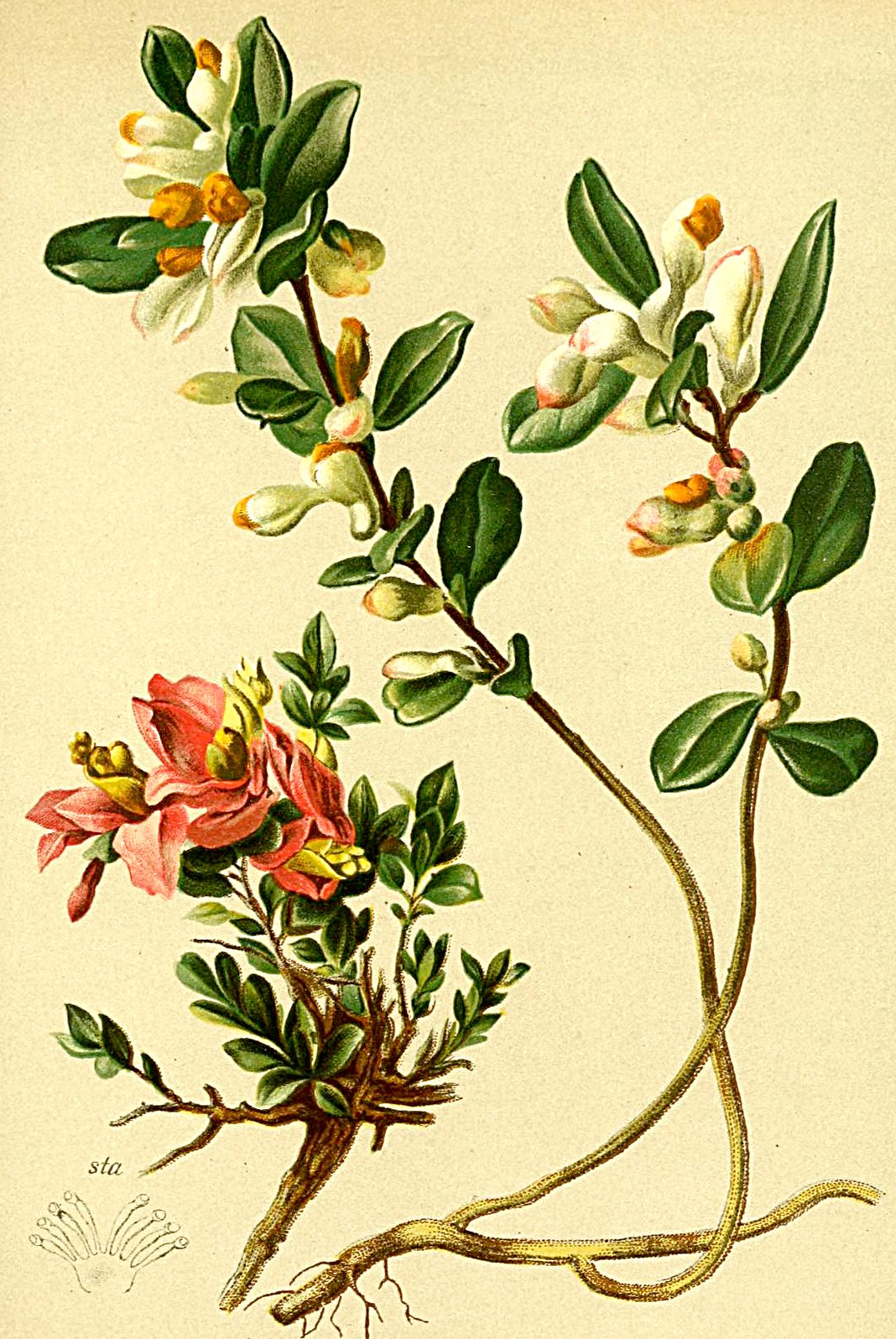
Nákres

Pětičetné, žluté, na konci oranžové, oboupohlavné květy jsou 1 až 1,5 cm velké a vyrůstají po jednom až dvou z úžlabí listenů. Květ má pět srostlých, bělavých kališních lístků, které po odkvětu opadávají. Koruna má vyvinuté lístky jen tři a ty jsou srostlé v trubku, spodní lístek je vydutý a má vpředu přívěsek rozeklaný do čtyř laloků. Korunní trubka je zpočátku zbarvena žlutě a později oranžově, místně se vyskytují rostliny s korunou světle purpurovou.
Dvoubratrých tyčinek je osm, na bázi jsou nitkami spojené a výše sloučené do dvou stejných svazečků, nesou prašníky vypouštějící pyl dírkami. Dvoupouzdrý, svrchní semeník má čnělku na konci se lžícovitým rozšířením, do kterého se vysypává pyl z prašníku ještě před rozvitím květu, blizna je na čnělce umístěna pod tímto rozšířením. Kvetou v květnu a červnu a jsou opylovány hmyzem, který přilétá pro nektar prýštící z jazýčku blizny, u tohoto druhu nedochází k samoopylení. Plodem je dvoupouzdrá tobolka se dvěma semeny.

## Význam
Zimostrázek alpský není ekonomicky významnou rostlinou, jen občas se vysazuje do okrasných skalek. Byly vyšlechtěny kultivary s různě zbarvenými květy, které bývají růžové, fialové, purpurové nebo jsou zcela bílé. Pro zahradnické potřeby se rostliny rozmnožují v létě polovyzrálými řízky.
V přírodě České republiky je chráněnou rostlinou, je považován za druh ohrožený vymizením. V roce 1992 byl "Vyhláškou MŽP ČR č. 395/1992 Sb. ve znění vyhl. č. 175/2006 Sb." vyhlášen za ohrožený druh a do stejné kategorie byl zařazen i v roce 2012 v novém "Červeném seznamu cévnatých rostlin České republiky".